# Pierogui

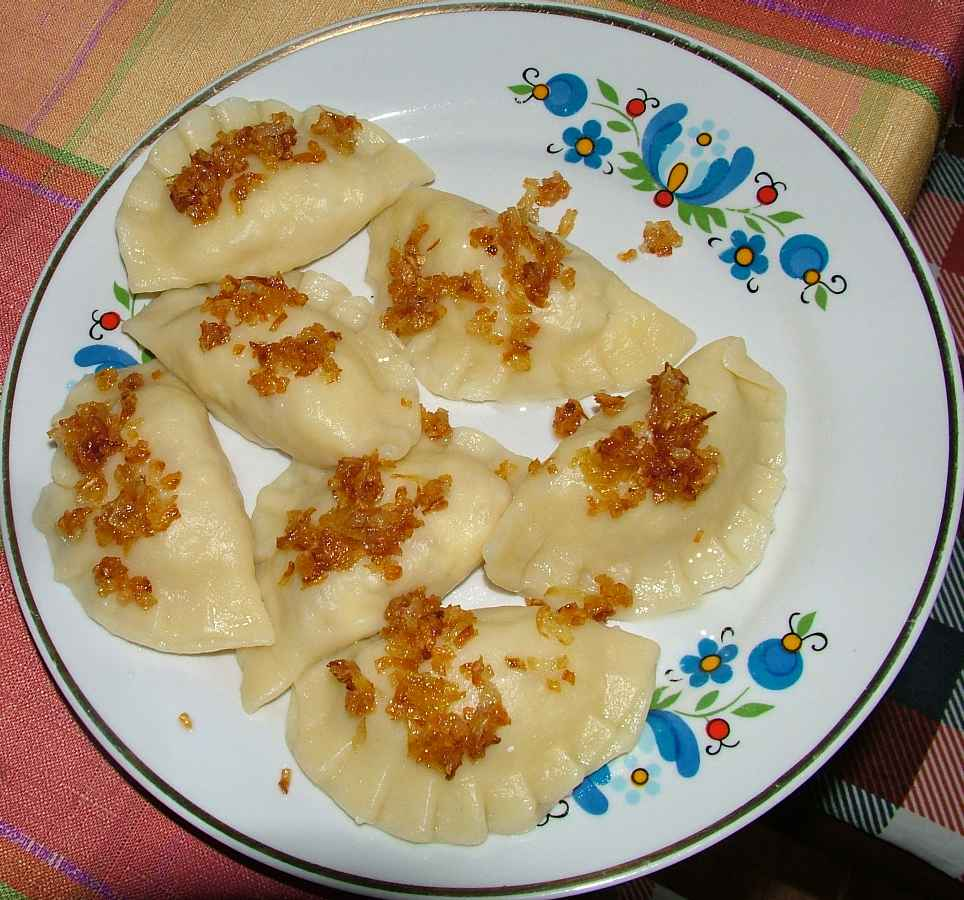
Un plat de pierogi ruskie.

Els pierogui (en polonès pieróg, en singular, i pierogi, en plural) són un tipus de pasta amb forma de semicercle que solen ser farcits de formatge, pasta de patates, col, cebes, carn, ou dur o qualsevulla combinació, fins i tot fruites. D'habitud es fregeixen o bullen fins que suren a la superfície i després s'unten amb mantega o oli. Les alternatives inclouen la tradició menonita de cuinar i servir amb un borsx, i la polonesa de coure i després de fregir en mantega. La paraula prové de la forma eslava arcaica pir (festivitat). Els pierogui tenen un origen molt difús als països de l'Europa Central o d'Europa de l'Est. Els pierogui són molt populars pertot a Rússia així com a alguns països de l'antiga Unió Soviètica.

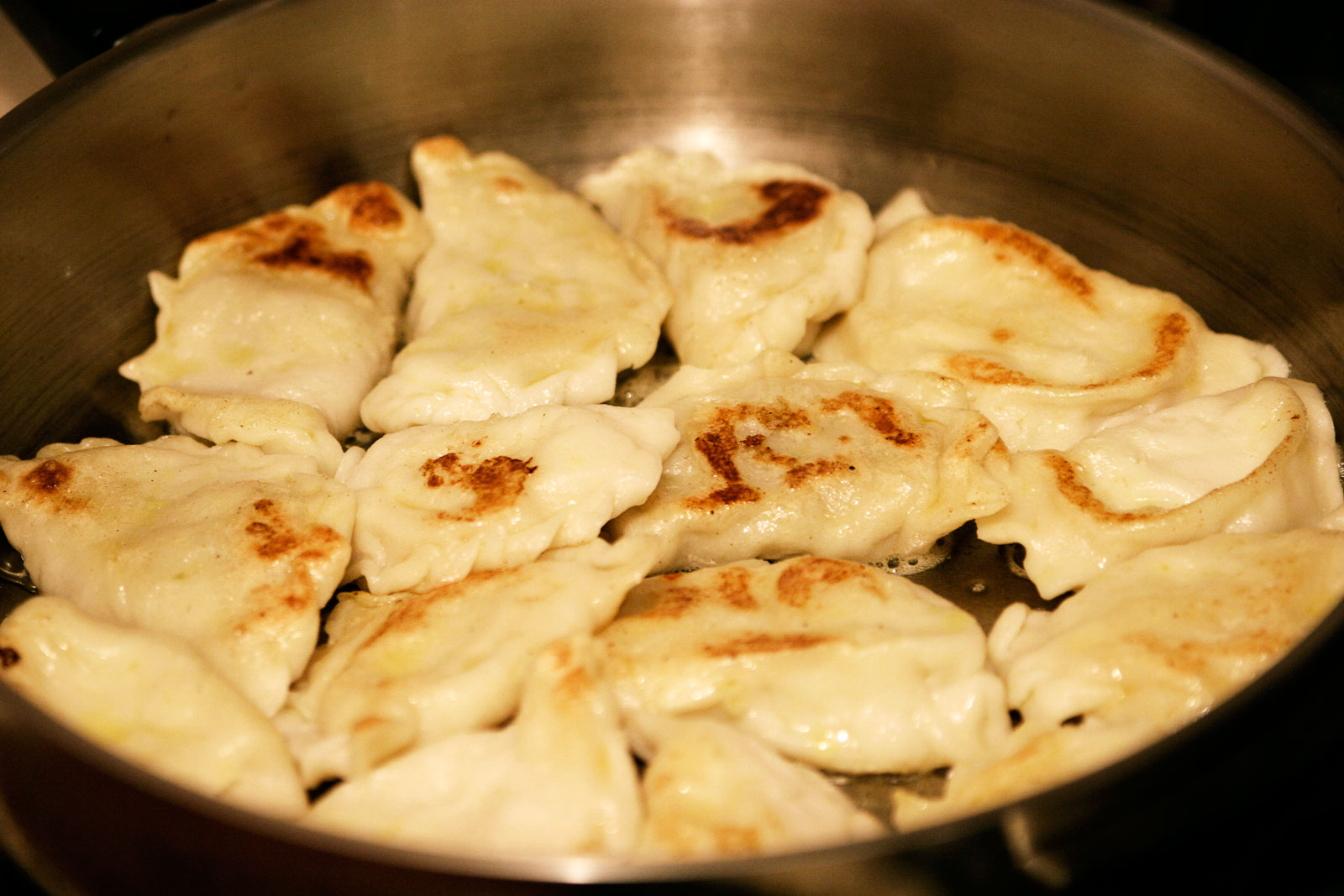
Pieroguis en una paella.

A Rússia aquesta mena de plat es denomina vareniki. Es serveixen amb una bona quantitat de crema àcida i s'acompanya amb unes llesques de cansalada o cebes fregides. Els farciments més populars són de formatge, de patates i cebes. Quan són de forma rodona i farcits de carn s'anomenen pelmeni (пельмени) i són originaris d'Àsia. És molt fàcil de trobar pelmeni i vareniki a qualsevulla part de Rússia, així com als països on hi ha comunitats russes. Aquestes menges estan elaborades industrialment sovint per companyies italianes d'alimentació com ARienti & Cattaneo, Ima, Ostoni o Zamboni. Acostumen a tenir un pes de 20 grams i una forma de mitja lluna a causa de les màquines de producció italianes, que han estat elaborades per a produir raviolis.